# TV on the Radio
TV on the Radio är en New York-baserad indierockgrupp, vars musik innehåller genrer som frijazz, a cappella, doo-wop, soul, triphop och electro.
Kända musiker som varit gästspelare i bandet är bland annat David Bowie, Nick Zinner (från Yeah Yeah Yeahs) och hela Antibalas Afrobeat Orchestra.

## Medlemmar
Nuvarande medlemmar
- Dave Sitek – programmering, gitarr, basgitarr, synthesizer, horn (2001– )
- Tunde Adebimpe – sång, sequencer, programmering (2001– )
- Kyp Malone – sång, gitarr, basgitarr, synthesizer, stråkinstrument (2003– )
- Jaleel Bunton – trummor, percussion (2003– )
- Robert Lowe ("Lichens") – keyboard (2005– )[2][3]

Turnerande medlemmar
- Dave Smoota Smith – trombon, percussion, Mellotron, Moog, basgitarr (2011– )
- Jahphet Landis – trummor (2011– )

Tidigare medlemmar
- Jason Sitek – trummor (2001–2003)
- Gerard Smith – basgitarr (2003–2011; hans död)

Tidigare turnerande medlemmar
- Stuart D. Bogie – saxofon (2008–2009)
- Colin Stetson – saxofon (2008–2009)

## Diskografi
Studioalbum
- OK Calculator (demoalbum, 2002)
- Desperate Youth, Blood Thirsty Babes (2004)
- Return to Cookie Mountain (2006)
- Dear Science (2008)
- Nine Types of Light (2011)
- Seeds (2014)

EP
- Young Liars (2003)
- New Health Rock (2004)
- Live at Amoeba Music (2007)
- Live Session EP (2007)
- Read Silence (2009)
- Chemical Peels (2011)
- World Cafe Live (2011)

Singlar
- "Staring at the Sun" (2004)
- "New Health Rock" (2004)
- "Dry Drunk Emperor" (MP3, 2005)
- "Province" (2006)
- "Wolf Like Me" (2006)
- "Halfway Home" (2008)
- "Golden Age" (2008)
- "Dancing Choose" (2008)
- "Crying" (2009)
- "Family Tree" (2009)
- "Will Do" (2011)
- "Mercy" (2013)
- "Million Miles" (2013)
- "Happy Idiot (2014)
- "Careful You" (2014)